# Казахська Радянська Соціалістична Республіка
Казахська Радянська Соціалістична Республіка — одна з республік СРСР. Тепер незалежний Казахстан.

## Історія
Лідери Алаш-Орди спочатку виступали проти більшовиків під час Громадянської війни (1918–1921). Пізніше казахські націоналісти досягли компромісу з більшовиками[джерело?], отримавши гарантії збереження Казахської автономії. У 1920 р. територія Казахстану була проголошена автономною соціалістичною республікою. Казахська національна еліта, що складалася переважно з лідерів Алаш-Орди, увійшла до складу місцевих органів влади[джерело?].
На початку 1920-х років країна пережила жахливий голод, який забрав життя від 1 до 3 мільйонів казахів.
26 серпня 1920 ВЦВК та Раднарком РРФСР прийняли декрет «Про утворення Автономної Киргизької Соціалістичної Радянської Республіки» у складі РРСФР зі столицею у м. Оренбург до якої увійшли території Акмолинської, Семипалатинської, Тургайської, Уральської областей, а також населені казахами частини Закаспійської області та Астраханської і Оренбурзької губерній. Після заснування СРСР (1922–1923) Казахстан був включений до нього як Киргизька Автономна Соціалістична Радянська Республіка (АСРР).
Ця назва залишалася за республікою до 1925 року. У квітні 1925 року рішенням 5-го Всеказакського з'їзду Рад Киргизька АСРР була перейменована на Казакську Автономну Соціалістичну Радянську Республіку (Див. Карту азійської частини С. Р.С.Р). Столиця була переведена із Оренбурга до Кзил-Орди, що залишалась адміністративним центром Казакської АСРР у 1925–1928 роках. Потім столиця була переведена до Алма-Ати.
У 1936 р. Казахська АСРР була перетворена в Радянську Соціалістичну Республіку (РСР) у складі Радянського Союзу.
У 1928 р. радянська влада відсторонила усіх казахських лідерів від управління у місцевих органах влади. Була запущена програма колективізації сільського господарства, що передбачала конфіскацію майна і об'єднання всіх орних земель у колективні й радянські господарства (колгоспи і радгоспи). Казахська культура і спосіб життя були фактично зруйновані в результаті державної програми насильницького розселення казахів.
У 1950-х роках Микита Хрущов почав здійснювати державну кампанію з освоєння цілинних земель, метою якої була культивація просторих земельних площ північного Казахстану і південно-західного Сибіру. Незважаючи на загальний провал програми, її результатом стало швидке перетворення північних пасовищних рівнин Казахської республіки на сільськогосподарські угіддя, спеціалізовані на пшениці та інших зернових культурах. Також у 1950-х рр. в східній і центральній частині Казахської РСР був заснований космічний центр — Космодром Байконур. Крім того, створювалися полігони для ядерних випробувань поблизу м. Семипалатинськ (зараз Семей) на сході і величезні промислові зони на півночі та сході республіки.
У 1986 р. першим секретарем Комуністичної партії Казахстану був призначений росіянин Геннадій Колбін. Це викликало бурю протестів тисяч казахстанців в Алмати, які виступали проти зміщення з посади Дінмухамеда Кунаєва, керівника республіки з 1960-х років. Дані про точну кількість людей, загиблих під час заколоту 16 грудня 1986 року, коли тисячі молодих людей (переважно студентів) вийшли з протестом на центральну площу Алмати, досі не відомі.
У 1989 р. Колбіна було переведено до Москви і на посаду першого секретаря Компартії Казахстану було призначено Нурсултана Назарбаєва. У березні 1990 р. Верховна Рада Казахської РСР (законодавчий орган республіки) обрала Назарбаєва на посаду першого президента Казахської республіки. У грудні 1991 р. Назарбаєв здобув беззаперечну перемогу на перших демократичних президентських виборах республіки, набравши 95 відсотків голосів. Незалежність Казахстану була проголошена трохи пізніше у тому ж місяці, незадовго до розпаду СРСР.

## Голод 1932–1933 років
Голод 1932–1933 років — голод в сільських районах КазССР. Масова загибель сільського населення Казахстану, переважну більшість якого становили казахи (1,5 млн осіб).

## Наука
У республіці в свій час працювала Академія наук Казахської РСР.

## Виноски
1. ↑  Казахская Советская Социалистическая Республика. V. Исторический очерк. — В кн.: Большая Советская Энциклопедия. 3-е изд. Т. 11. С. 152.
2. ↑  Казакская Автономная Социалистическая Советская Республика.— Стаття у кн.: Малая Советская Энциклопедия. Том третий. Дрофы—Ковалик. М.: Акционерное об-во «Советская Энциклопедия», 1929.— С. 607–615.
3. ↑  Малая Советская Энциклопедия. Том третий. Дрофы—Ковалик. М.: Акционерное об-во «Советская Энциклопедия», 1929.— С. 814–815.